# FromSoftware
FromSoftware, Inc. (株式会社フロム・ソフトウェア, Kabushiki Gaisha Furomu Sofutowea) é uma desenvolvedora e publicadora japonesa de jogos eletrônicos sediada em Tóquio. É uma subsidiária da Kadokawa Corporation e foi fundada em novembro de 1986. Seu primeiro jogo foi King's Field de 1994 e, desde então, a empresa desenvolveu diversos títulos de sucesso, como as séries Armored Core e Souls e os jogos Bloodborne e Sekiro: Shadows Die Twice. 
Como a FromSoftware não tem escritórios na América do Norte e na Europa, a empresa cede seus jogos para empresas destes continentes publicarem e distribuírem (exemplos: Sega, Bandai Namco, Ubisoft, Capcom, Square Enix, EA Games, Activision, Konami, etc). A empresa atualmente está, quase que exclusivamente trabalhando para a Bandai Namco Holdings.

## Jogos
| Ano  | Título                                                        | Plataforma                                                             |
| ---- | ------------------------------------------------------------- | ---------------------------------------------------------------------- |
| 1994 | King's Field                                                  | PlayStation                                                            |
| 1995 | King's Field II                                               | PlayStation                                                            |
| 1996 | King's Field III                                              | PlayStation                                                            |
| 1997 | Armored Core                                                  | PlayStation                                                            |
| 1997 | Armored Core: Project Phantasma                               | PlayStation                                                            |
| 1998 | Shadow Tower                                                  | PlayStation                                                            |
| 1998 | Echo Night                                                    | PlayStation                                                            |
| 1999 | Armored Core: Master of Arena                                 | PlayStation                                                            |
| 1999 | Spriggan: Lunar Verse                                         | PlayStation                                                            |
| 1999 | Frame Gride                                                   | Dreamcast                                                              |
| 1999 | Echo Night 2: The Lord of Nightmares                          | PlayStation                                                            |
| 2000 | Eternal Ring                                                  | PlayStation 2                                                          |
| 2000 | Evergrace                                                     | PlayStation 2                                                          |
| 2000 | Armored Core 2                                                | PlayStation 2                                                          |
| 2000 | The Adventures of Cookie & Cream                              | PlayStation 2                                                          |
| 2001 | Armored Core 2: Another Age                                   | PlayStation 2                                                          |
| 2001 | Forever Kingdom                                               | PlayStation 2                                                          |
| 2001 | King's Field IV                                               | PlayStation 2                                                          |
| 2002 | Armored Core 3                                                | PlayStation 2                                                          |
| 2002 | Lost Kingdoms                                                 | Nintendo GameCube                                                      |
| 2002 | Murakumo: Renegade Mech Pursuit                               | Xbox                                                                   |
| 2002 | Otogi: Myth of Demons                                         | Xbox                                                                   |
| 2003 | Silent Line: Armored Core                                     | PlayStation 2                                                          |
| 2003 | Thousand Land                                                 | Xbox                                                                   |
| 2003 | Lost Kingdoms II                                              | Nintendo GameCube                                                      |
| 2003 | Shadow Tower Abyss                                            | PlayStation 2                                                          |
| 2003 | Otogi 2: Immortal Warriors                                    | Xbox                                                                   |
| 2004 | Echo Night: Beyond                                            | PlayStation 2                                                          |
| 2004 | Armored Core: Nexus                                           | PlayStation 2                                                          |
| 2004 | Kuon                                                          | PlayStation 2                                                          |
| 2004 | Armored Core: Nine Breaker                                    | PlayStation 2                                                          |
| 2004 | Armored Core: Formula Front                                   | PlayStation Portable                                                   |
| 2004 | Metal Wolf Chaos                                              | Xbox                                                                   |
| 2005 | Yoshitsune Eiyūden: The Story of Hero Yoshitsune              | PlayStation 2                                                          |
| 2005 | Another Century's Episode                                     | PlayStation 2                                                          |
| 2005 | Yoshitsune Eiyuuden Shura: The Story of Hero Yoshitsune Shura | PlayStation 2                                                          |
| 2006 | Enchanted Arms                                                | PlayStation 3 Xbox 360                                                 |
| 2006 | Another Century's Episode 2                                   | PlayStation 2                                                          |
| 2006 | Chromehounds                                                  | Xbox 360                                                               |
| 2006 | King's Field: Additional I                                    | PlayStation Portable                                                   |
| 2006 | King's Field: Additional II                                   | PlayStation Portable                                                   |
| 2006 | Armored Core 4                                                | PlayStation 3 Xbox 360                                                 |
| 2007 | Nanpure VOW                                                   | Nintendo DS                                                            |
| 2007 | Iraroji VOW                                                   | Nintendo DS                                                            |
| 2007 | Another Century's Episode 3: The Final                        | PlayStation 2                                                          |
| 2008 | Armored Core: For Answer                                      | PlayStation 3 Xbox 360                                                 |
| 2008 | Shadow Assault: Tenchu                                        | Xbox 360                                                               |
| 2009 | Inugamike no Ichizoku                                         | Nintendo DS                                                            |
| 2009 | Ninja Blade                                                   | Microsoft Windows Xbox 360                                             |
| 2009 | Demon's Souls                                                 | PlayStation 3                                                          |
| 2009 | Yatsu Hakamura                                                | Nintendo DS                                                            |
| 2010 | Another Century's Episode: R                                  | PlayStation 3                                                          |
| 2010 | Monster Hunter Diary: Poka Poka Airou Village                 | PlayStation Portable                                                   |
| 2011 | Another Century's Episode Portable                            | PlayStation Portable                                                   |
| 2011 | Dark Souls                                                    | PlayStation 3 Xbox 360                                                 |
| 2012 | Armored Core V                                                | PlayStation 3 Xbox 360                                                 |
| 2012 | Mobile Suit Gundam Unicorn                                    | PlayStation 3 Xbox 360                                                 |
| 2012 | Steel Battalion: Heavy Armor                                  | PlayStation 3 Xbox 360                                                 |
| 2013 | Armored Core: Verdict Day                                     | PlayStation 3 Xbox 360                                                 |
| 2014 | Dark Souls II                                                 | Microsoft Windows PlayStation 3 Xbox 360                               |
| 2015 | Bloodborne                                                    | PlayStation 4                                                          |
| 2016 | Dark Souls III                                                | Microsoft Windows PlayStation 4 Xbox One                               |
| 2018 | Déraciné                                                      | PlayStation VR                                                         |
| 2019 | Sekiro: Shadows Die Twice                                     | Microsoft Windows PlayStation 4 PlayStation 5 Xbox One Xbox Series S/X |
| 2022 | Elden Ring                                                    | Microsoft Windows PlayStation 4 PlayStation 5 Xbox One Xbox Series S/X |
| 2023 | Armored Core VI: Fires of Rubicon                             | Microsoft Windows PlayStation 4 PlayStation 5 Xbox One Xbox Series S/X |
| 2025 | Elden Ring: NightReign                                        | Microsoft Windows PlayStation 4 PlayStation 5 Xbox One Xbox Series S/X |